# Brachymyrmex bicolor
Brachymyrmex bicolor es una especie de hormiga perteneciente al género Brachymyrmex, categorizada en la tribu Myrmelachistini, de la subfamilia Formicinae.

## Distribución
La especie es nativa de la región del Neotrópico. Se distribuye por América Central, en Honduras. Se ha encontrado a altitudes de hasta 1120 m s. n. m.

## Taxonomía
Fue descrita por Ortiz-Sepúlveda et al. en 2019.